# نويل فرنسيس
نويل فرنسيس (بالإنجليزية: Noel Francis)‏ هي ممثلة أمريكية، ولدت في 31 أغسطس 1906 في تمبل في الولايات المتحدة، وتوفيت في 30 أكتوبر 1959 في لوس أنجلوس في الولايات المتحدة.

## أعمال

### أفلام
- (1932) أنا طريد العدالة ومن سلسلة عصابات
- (1934) الموكب الأبيض
- (1934) محاكاة الحياة

## وصلات خارجية
- نويل فرنسيس على موقع IMDb (الإنجليزية)
- نويل فرنسيس على موقع ألو سيني (الفرنسية)
- نويل فرنسيس على موقع تيرنر كلاسيك موفيز (الإنجليزية)
- نويل فرنسيس على موقع أول موفي (الإنجليزية)
- نويل فرنسيس على موقع قاعدة بيانات برودواي على الإنترنت (الإنجليزية)
- نويل فرنسيس على موقع قاعدة بيانات الأفلام السويدية (السويدية)
- نويل فرنسيس على موقع قاعدة بيانات الفيلم (الإنجليزية)
- نويل فرنسيس على موقع كينوبويسك (الروسية)